# Warrior (band)
Warrior is een Britse New wave of British heavy metal uit Newcastle upon Tyne, opgericht in 1979, ontbonden in 1984 en sinds 2014 weer actief.

## Bezetting
Huidige bezetting
- Dave Dawson (e-gitaar)
- Eddie Halliday (zang)
- Duncan Emmerson (e-basgitaar)
- Gwaether Bloom (e-gitaar)
- Elliot Sneddon (drums)

Voormalige leden
- Paul Irwin (e-basgitaar)
- Martin Clerkin (zang)
- Barry 'Baz' Smith (e-basgitaar)
- Sean Taylor (drums)
- Tony Watson (e-gitaar)

- Rob Mills (drums)
- Eddy Smith (zang)
- Dave Hall (e-gitaar)
- Steve Telford (e-basgitaar)

## Geschiedenis
De band is opgericht in 1979 en bestond aanvankelijk uit zanger Eddy Smith, gitaristen Dave Hall en Tony Watson, bassist Barry 'Baz' Smith en drummer Rob Mills. De band was voor het eerst te horen op de Neat Records sampler Lead Weight met het nummer Flying Hight. Hetzelfde label bracht in 1982 de ep Dead When It Comes to Love uit, die naast het themalied de nummers Stab You in the Back en Kansas City bevat. De nummers waren live opgenomen in de studio. Hall werd vervolgens vervangen door Dave Dawson. Een alternatieve versie van Kansas City werd opgenomen voor de Neat Records-sampler 60 Minutes Plus, die ook in 1982 verscheen. In hetzelfde jaar verscheen het live-album Live in a Dive!, waaronder de nummers Addiction, Troops en Rock and Roll Star. De publicatie vond ook plaats in 1982. In de daaropvolgende periode verbrak de band het contact met Neat Records en veranderde hun bezetting, zodat ze naast Watson en Dawson uit bassist Steve Telford, zanger Eddie Halliday en drummer Sean Taylor bestonden. Medio 1983 verscheen de ep For Europe Only in zelfpublicatie, die naast nieuwe versies van Flying High en Kansas City de nummers Prisoner, Suicide en Warrior bevat. De opnamen hadden een dag geduurd. De ep werd gedistribueerd door Neon Records en Bullet Records. De band was van plan tegen het einde van het jaar nog een ep uit te brengen met een oplage van enkele duizenden exemplaren. Martin Clerkin was de nieuwe zanger en Paul Irwin de nieuwe bassist. In plaats daarvan werd de ep Breakout begin 1984 uitgebracht met een oplage van een paar honderd. De opnamen hiervoor hadden plaatsgevonden in de Impulse Studios van Neat Records. Malcom Dick is te horen als gastdrummer. Naast het titelnummer bevat de geluidsdrager de nummers Dragon Slayer en Take Your Chance. Kort daarna begon de band aan het debuutalbum Invasion Imminent, waarvoor een publicatie in augustus 1984 gepland was. Er werden demo-opnamen naar verschillende labels gestuurd, maar de band kon geen platencontract krijgen. Aangezien de productiekosten voor een album aanzienlijk hoger waren dan voor een single, kon de band de publicatie niet realiseren en eindigde deze in 1984.
Nadat Sean Taylor hereniging had voorgesteld, werd Warrior in 2014 opnieuw geformeerd. De bezetting, bestaande uit de bekende leden Dawson, Taylor en Halliday, werd aangevuld met de nieuwe bassist Duncan Emmerson en de nieuwe gitarist Gwaether Bloom. In hetzelfde jaar speelde de band op het Brofest in Newcastle. Een jaar later was de band te horen tijdens de Headbangers Open Air en bracht de ep Oblivion uit.

## Stijl
Volgens Malc Macmillan in The N.W.O.B.H.M. Encyclopedia ligt het sampler-nummer Flying High tussen Blackwych en Tygers of Pan Tang. Dead When It Comes to Love heeft een verbetering in songwriting. Het titelnummer is vergelijkbaar met muziek van de band High Treason, terwijl de andere twee nummers meer in de stijl van Sabre zijn. Het titelloze nummer op For Europe Only bevat een Shader-achtige drumsolo. Door de hogere zang deed de ep Breakout meer denken aan bands als Judas Priest, Grim Reaper, Mithrandir en Legend uit Kent. Matthias Mader schreef in New Wave of British Heavy Metal The glory Days dat de band ruwe up-tempo heavy metal speelt op Dead When It Comes to Love. Eduardo Rivadavia van Allmusic beschreef de muziek als rauwe heavy metal in de stijl van Sabre, Weapon en de vroege Tygers of Pan Tang. In zijn boek The Collector's Guide of Heavy Metal Volume 2: The Eighties besprak Martin Popoff For Europe Only en beschreef hij het materiaal als klassieke muziek van NWoBHM. De drumsolo is jazzy. Zelfs toen was het materiaal niet meer up-to-date en zou het beter passen op eerdere NWoBHM-samplers zoals Roksnax en New Electric Warriors.

## Discografie
- 1982: Dead When It Comes to Love (ep, Neat Records)
- 1982: Live in a Dive! (livealbum, eigen publicatie)
- 1983: For Europe Only (ep, eigen publicatie)
- 1984: Breakout (ep, eigen publicatie)
- 2015: Oblivion EP (ep, eigen publicatie)